# Запорожка област
Запорожка област (на украински: Запорізька область; на руски: Запорожская область) е една от 24-те области на Украйна. Площта ѝ е 27 183 km², като се нарежда на 9-о място по големина в Украйна, заема 4,5% от нейната площ. Населението към 1 февруари 2015 г. възлиза на 1 698 846 души (на 7-о място по население в Украйна, 4,11% от нейното население). Административен център е град Запорожие (на украински: Запоріжжя). Разстоянието от Киев до Запорожие е 696 km.

## Историческа справка
През 1770 г. на левия бряг на река Днепър е основана Александровската крепост, а възникналото край нея селище е утвърдено за град Александровск през 1806 г. През 1917 г. градът е преименуван на Запорожие. През 1827 г. на северния бряг на Азовско море възниква селище, което през 1835 г. е признато за град под името Бердянск. В началото на 19 век близо до устието на река Молочная (влива се в Азовско море) е основано селището Новоалександровска слобода, което през 1841 г. е признато за град Мелитопол. Всичките останали 11 града в областта са признати за такива по време на съветската власт: 1930-те години – 5 града, 1950-те – 2 града, 1960-те – 2 града, 1970-те – 1 град и 1980-те – 1 град. Запорожка област е образувана на 10 януари 1939 г. от югоизточните райони на Днепропетровска област и два района от Николаевска област.
През 1930 е намерено прабългарско съкровище от времето на VII – VIII век, като се предполага, че тук, в град Запорожие е бил погребан първият български хан от Дунавска България Хан Аспарух заедно с неговите боили.

## Географска характеристика
Запорожка област е разположена в югоизточната част на Украйна. На запад граничи с Херсонска област, на север – с Днепропетровска област, на изток – с Донецка област, а на юг се мие от водите на Азовско море. В тези си граници заема площ от 27 183 km² (9-о място по големина в Украйна, 4,5% от нейната площ).
Релефът на областта представлява слабо разчленена равнина, имаща малък наклон от североизток на югозапад, постепенно преминаваща на юг в Причерноморската низина, която завършва на брега на Азовско море с откос, висок 18 – 25 m. По крайбрежието на морето се простират три дълги и тесни пясъчни коси – Бердянска, Обиточна и Федотова. На югоизток е разположена хълмистото Приазовско възвишение (височина 200 – 220 m) с дълбоко врязани в него речни долини. На места се издигат изолирани хълмове, т.нар. „могили“, най-високата от които е Могила Белмак, 325 m (47°19′15″ с. ш. 36°35′45″ и. д. / 47.320833° с. ш. 36.595833° и. д.) до село Трудовое, Билмакски район.
Климатът е умерено континентален, с горещо лято (средна юлска температура – от 22 °C до 24 °C) и малоснежна, сравнително мека зима (средна януарска температура – от -4 °C до -5 °C). Годишната сума на валежите се изменя от 400 – 450 mm в северните райони до 300 – 350 mm в южните. Максимумът на валежите е през лятото, като често явление са поройните дъждове, а през април – суховеите и прашните бури. Продължителността на вегетационния период (минимална денонощна температура – 5 °C) е около 210 денонощия.
Територията на Запорожка област попада в 2 водосборни басейна, като границата преминава почти по средата на областта от запад на изток. Северните райони се заемат от водосборния басейн на река Днепър, която протича през северозападната ѝ част, а на север и североизток текат реките Конка, Верхная Терса, Гайчур и др. Останалата южна половина от територията на областта принадлежи към водосборния басейн на Азовско море. Тук се отнасят реките Молочная, Обиточная, Болшой и Мали Утлюк, Берда, Лозоватка, Корсак и др. Покрай брега на морето има редица лимани и солени езера (Молочни, Утлюкски и др.). С изграждането на преградната стена на река Днепър при град Каховка (Херсонска област) се образува голямото Каховско водохранилище, „опашката“ на което се намира на територията на Запорожка област.
Почвите в областта са плодородни, предимно черноземни (обикновени и южни) и заемат около 3/4 от нейната площ. Само покрай брега на Азовско море се простира тясна ивица от тъмнокафяви и кафяви почви в съчетание със солонци. Цялата област е разположена в степната зона и почти цялата ѝ територия представлява обработваеми земи. Естествената степна растителност се е съхранила само по склоновете на дълбоките оврази и суходолия. Горите (клен, дъб, ясен, бряст, топола – покрай реките, бяла акация – в лесопарковете) и храстите заемат 1,8% от територията на областта. Площта на полезащитните горски пояси е около 40 хил.ха. За животинския свят са характерни лисица, заек, вълк, обикновен хомяк, полска мишкаи др.; от птиците – пъдпъдък, дропла, дива патица, сива гъска, степна и полска чучулига, блатна сова и др.

## Население
На 1 февруари 2019 г. в Запорожка област са живели 1 698 846 души (4,11% от населението на Украйна). Гъстотата на населението е 64,97 души/km². Градското население е 77,15%. Етнически състав: украинци 70,8%, руснаци 24,74%, българи 1,44%, беларуси 0,66%, арменци 0,33%, татари 0,27%, евреи 0,23%, грузинци 0,2% и др.

## Административно-териториално деление
В административно-териториално отношение Запорожка област се дели на 5 областни градски окръга, 20 административни района, 14 града, в т.ч. 5 града с областно подчинение и 9 града с районно подчинение, 22 селища от градски тип и 7 градски района (в град Запорожие).
| Административна единица | Площ (km²) | Население (2017 г.) | Административен център | Население (2017 г.) | Разстояние до Запорожие (в km) | Други градове и сгт с районно подчинение |
| ----------------------- | ---------- | ------------------- | ---------------------- | ------------------- | ------------------------------ | ---------------------------------------- |
| Областен градски окръг  |            |                     |                        |                     |                                |                                          |
| 1. Бердянск             | 80         | 114 327             | гр. Бердянск           | 110 455             | 196                            |                                          |
| 2. Енергодар            | 64         | 53 842              | гр. Енергодар          | 53 842              | 117                            |                                          |
| 3. Запорожие            | 336        | 1 100 900           | гр. Запорожие          | 738 728             | -                              |                                          |
| 4. Мелитопол            | 50         | 153 585             | гр. Мелитопол          | 153 585             | 120                            |                                          |
| 5. Токмак               | 32         | 31 787              | гр. Токмак             | 31 787              | 91                             |                                          |
| Административен район   |            |                     |                        |                     |                                |                                          |
| 1. Акимовски            | 1850       | 32 801              | сгт Акимовка           | 11 481              | 142                            | Кириловка                                |
| 2. Бердянски            | 1780       | 24 978              | гр. Бердянск           |                     | 196                            | Андреевка                                |
| 3. Билмакски            | 1340       | 22 067              | сгт Каменка            | 6802                | 133                            | Камъш Заря                               |
| 4. Василевски           | 1621       | 63 401              | гр. Василивка          | 13 166              | 51                             | гр. Днипрорудне, Степногорск             |
| 5. Великобелозерски     | 470        | 9363                | с. Великая Белозерка   | 8339                | 119                            |                                          |
| 6. Веселовски           | 1130       | 21 504              | сгт Веселое            | 9719                | 130                            |                                          |
| 7. Вилнянски            | 1290       | 47 147              | гр. Вилнянск           | 15 044              | 26                             | Каменное                                 |
| 8. Гуляйполски          | 1300       | 26 694              | гр. Гуляйполе          | 13 446              | 99                             | Зализничное                              |
| 9. Запорожки            | 1460       | 57 377              | гр. Запорожие          |                     | -                              | Балабино, Кушугум, Малокатериновка       |
| 10. Каменско-Днипровски | 1230       | 38 689              | гр. Камянка Днипровска | 12 639              | 133                            |                                          |
| 11. Мелитополски        | 1790       | 49 335              | гр. Мелитопол          |                     | 120                            | Мирное                                   |
| 12. Михайловски         | 1070       | 28 893              | сгт Михайловка         | 11 949              | 93                             | Пришиб                                   |
| 13. Новониколаевски     | 920        | 15 850              | сгт Новониколаевка     | 5238                | 63                             | Терноватое                               |
| 14. Орихивски           | 1600       | 45 654              | гр. Орихив             | 14 479              | 60                             | Камишеваха                               |
| 15. Пологовски          | 1340       | 40 050              | гр. Пологи             | 18 886              | 96                             |                                          |
| 16. Приазовски          | 1950       | 27 263              | сгт Приазовское        | 6578                | 143                            | Нововасилевка                            |
| 17. Приморски           | 1400       | 29 992              | гр. Приморск           | 11 679              | 183                            |                                          |
| 18. Розовски            | 610        | 8781                | сгт Розовка            | 3140                | 169                            |                                          |
| 19. Токмакски           | 1440       | 22 330              | гр. Токмак             |                     | 91                             | гр. Молочанск                            |
| 20. Черниговски         | 1200       | 17 073              | сгт Черниговка         | 5813                | 152                            |                                          |